# Кравцов, Кирилл Николаевич
Кирилл Николаевич Кравцов (род. 23 сентября 1971, Ленинград, СССР) — российский виолончелист и дирижёр, создатель и руководитель «Rastrelli Cello Quartet». 

## Биография
Сын известного аккордеониста Николая Кравцова. Начал играть на виолончели с 5 лет.
В 1978 году поступил в ССМШ им. Н. А. Римского-Корсакова в класс М. И. Рейзенштока.
В 1985 дебютировал в Петербургской Филармонии с концертом А.Хачатуряна.
Учился в Петербургской Консерватории у А. П. Никитина.
Окончил аспирантуру в Петербургской консерватории у А. П. Никитина и в Штутгартской высшей школе музыки у Петра Бука.
Преподавал виолончель в Петербургской консерватории и СПБГУКИ.
Был концертмейстером группы виолончелей ансамбля «Солисты Петербурга» (1990—1994) и Вюртембергского камерного оркестра (1998—2005).
В 2002 году создал Rastrelli Cello Quartett , первый профессиональный квартет виолончелистов, которым и руководит по сей день.
В 2014 году основал струнный квартет нестандартного состава "Russian Quattro" (2 скрипки, 2 виолончели).
Член жюри XXIII и XIV Международного телевизионного конкурса юных музыкантов "Щелкунчик".
С 2023 года - советник при ректорате Санкт-Петербургской государственной консерватории имени Н.А. Римского-Корсакова

## Награды
- 1988 диплом Всероссийского конкурса виолончелистов им. Давыдова
- 1989 диплом Всесоюзного конкурса виолончелистов
- 1990 1-я премия на конкурсе в Мурсии (Испания)
- 1992 3-я премия на конкурсе UNISA (ЮАР)
- 1994 2-я премия на конкурсе камерных ансамблей в Трапани (Италия)(1-я премия не присуждена)
- 1995 3-я премия Konzertgesellschafwettbewerb München
- 1997 1-я премия на Венском международном конкурсе
- 2024 финалист премии "Россия - страна возможностей"